# Koronis (altgriechisch)
Eine Koronis (altgriechisch ἡ κορωνίς, -ίδος hē korōnís, -ídos, Plural αἱ κορωνίδες hai korōnídes) ist ein altgriechisches diakritisches Zeichen. Es dient der Kennzeichnung der Krasis und wird dazu über den Vokal des zweiten Teils gesetzt. Eine Ausnahme bilden Verbindungen mit ἑτέρος hetéros wie θᾱτέρου thatérou (aus τοῦ ἑτέρου toú hetérou). Es gelten die Kontraktionsregeln.

## Beispiele
- καὶ ἔπειτα kaí épeita > κἄπειτα kápeita
- τὸ αὐτό tó autó > τᾱὐτό(ν) tautó(n)
- ἐγώ οἶμαι egó oímai > ἐγᾠμαι egómai
- τὸ ὄνομα tó ónoma > τοὔνομα toúnoma
- μέντοι ἄν méntoi án > μεντἄν mentán
- ὁ ἀνήρ hó anér > ἁνήρ hanér (attisch) / ὡνήρ honér (ionisch) / ὤνηρ onér (äolisch; vergleiche Psilose, Barytonese)
- καλός καὶ ἀγαθός kalòs kaì agathós > καλός κἄγαθος kalós kagathós (siehe Kalokagathia)
- τὸ ἱμάτιον tó himátion > θοιμάτιον thoimátion (Hauchassimilation ohne Markierung der Krasis durch eine Koronis)

## Typographie
Die Koronis sieht genau wie der Spiritus lenis aus  (also zumeist ähnlich einem Apostroph) und wird auch mit der gleichen Drucktype gesetzt. Als separates Zeichen steht sie im Unicodeblock Kombinierende diakritische Zeichen unter dem Codepoint U+0343. Dies erlaubt auch eine abweichende Darstellung.